# Unhos
Unhos era una freguesia portuguesa del municipio de Loures, distrito de Lisboa.

## Geografía
Localizada en la transición de la región oriental del municipio con el municipio de Loures, la freguesia de Unhos colinda con las freguesias de São Julião do Tojal y Santo Antão do Tojal, al norte, Frielas y Apelação al oeste, Camarate, al sudoeste, Sacavém, al sur, y con el río Trancão al este, que la separa de las freguesias de São João da Talha y de Bobadela.

### Organización territorial
Incluye los lugares de Unhos y del Catujal, y también los barrios de las Barradas, del Cabeço de la Aguieira, de Casal dos Machados, de Coroas, de Espinhal, de Galvão, de Manteigas, de Martins do Vale, de Miratejo, de Miradouro, de Nossa Senhora da Nazaré, de Nossa Senhora da Saúde, de Quinta do Belo, de Queimadas, de Sapateiros, de Tentilhão, y Venceslau.

## Heráldica

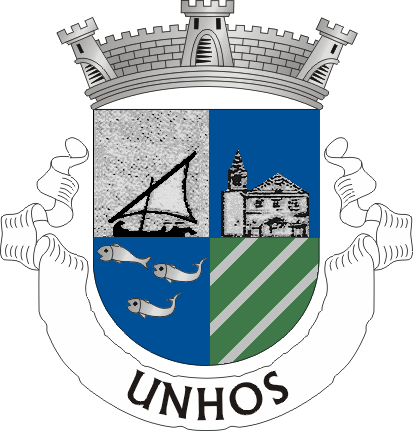
Antiguo blasón de Unhos.

### Actual
Unhos usa el actual blasón de armas:
En campo de plata, dos peces de plata puestos en fila, acompañados en lo alto de medio toro de oro y en lo bajo de un pozo de plata, labrado de sable y con un cubo suspendido, de oro. Coronado con una corona de tres torres, de plata y bandado de blanco con la leyenda en letras de sable UNHOS.

### Antiguo
El antiguo llevaba:
Cuartelado: 1.º, en campo de sable, un velero de su color natural, 2.º, en campo de sinople, una iglesia de plata, 3.º en campo de sinople tres peces de plata, bien ordenados y 4.º, barrado de sinople y plata. Coronado con corona de tres torres, de plata, y bandado de blanco con la leyenda en letras de sable UNHOS.

## Historia
Unhos es una freguesia muy antigua, probablemente anterior a la nación. Es difícil hacer derivar este topónimo de cualquier vocablo antiguo, siendo solo posible relacionarlo, por ejemplo, com el de las freguesias de Unhais-o-Velho (Pampilhosa da Serra), Unhais da Serra (Covilhã) o también Unhão (Felgueiras).
Se sabe que era habitada ya en la prehistoria, habiendo sido descubiertos artefactos del Calcolítico en el sitio de Catujal. La iglesia de São Silvestre data de 1191, la más antigua referencia existente en el sitio.
Fue suprimida el 28 de enero de 2013, en aplicación de una resolución de la Asamblea de la República portuguesa promulgada el 16 de enero de 2013 al unirse con las freguesias de Apelação y Camarate, formando la nueva freguesia de Camarate, Unhos e Apelação.

## Patrimonio
- Cruzeiro de Unhos
- Capela de Nossa Senhora da Nazaré o Igreja de Nossa Senhora da Nazaré (Catujal)
- Igreja de São Silvestre de Unhos
- Quinta de Santo António (Unhos)
- Quinta do Miradouro
- El laboratorio del Instituto da Vinha e do Vinho.